# ゲーリー・ベッカー
ゲーリー・スタンリー・ベッカー（Gary Stanley Becker、1930年12月2日 - 2014年5月3日）は、アメリカ合衆国の経済学者・社会学者。
シカゴ大学経済学部、社会学部、そして同校ブース・ビジネススクールにて教授職を務める。従来、金銭や経済問題だけを分析してきた経済学の適用範囲を、極めて広範かつ多様な人間行動・社会問題に拡張し、それに基づく多くの政策提言を導き、現実の政策に大きな影響を与えてきたことで知られる。

## 経歴
- 1930年 ペンシルベニア州ポッツヴィル（ボッツタウン）で生まれたドイツ系アメリカ人。
- 1951年 プリンストン大学を卒業する（B.A.）。
- 1953年 シカゴ大学より修士号を取得する（M.A.）。
- 1954年 - 1957年 シカゴ大学の助教授となる。
- 1955年 シカゴ大学より博士号を取得する（Ph.D.、シカゴ大学大学院ではミルトン・フリードマンに学んだ）。
- 1957年 - 1960年 コロンビア大学の経済学の助教授、その後准教授となる。
- 1960年 - 1968年 30歳でコロンビア大学の教授となる。
- 1968年 - 1969年 コロンビア大学の教授（Arthur Lehman Professor of Economics）となる。
- 1969年 - 1970年 シカゴ大学のフォード財団経済学客員教授となる。
- 1970年 - 1983年 シカゴ大学の経済学部のユニバーシティー教授となる（専門は価格理論。弟子にケヴィン・マーフィーがいる）。
- 1974年 アメリカ経済学会の副会長を務める。
- 1983年 - 2014年 シカゴ大学の経済学部、ビジネス大学院および社会学部のユニバーシティー教授となる。
- 1987年 アメリカ経済学会会長を務める。
- 1992年 ノーベル経済学賞を受ける。
- 2014年5月3日 死去[1]。83歳没。

## 受賞歴
幾多の受賞歴を持ち、代表的なものとして、
- 1967年 ノーベル経済学賞の先行指標と言われ40歳以下の優秀な若手経済学者に与えられるジョン・ベイツ・クラーク賞を受賞している。
- 1992年 ノーベル経済学賞。
- 2000年 アメリカ国家科学賞。
- 2004年 ジェイコブ・ミンサー賞。
- 2007年 経済学者としてミルトン・フリードマン以来の大統領自由勲章（Presidential Medal of Freedom）を授与されている。

## 業績
経済学の分析手法を家族・差別・犯罪・麻薬・政治など様々な社会問題に応用した最初の経済学者の一人であり、1970年代にはジョージ・スティグラーとともに価格理論による嗜好の表現方法を洗練し、それまで経済における市場行動の分析に限られていた新古典派経済学の枠組みによってあらゆる人間行動が合理的な選択の結果として分析できることを提唱した。
人的資本のパイオニアの一人としても知られる一方で、ロバート・バローらと共に出生行動や結婚の経済分析を確立した。またソースティン・ヴェブレンの顕示的消費やシャルウィン・ローゼン（文化経済学のパイオニア）に由来するスター現象を価格理論によって説明付けようという試みもシカゴ大学同僚のロバート・フランクらとともに行っている。また、進化論による価格理論の生物学的基礎付けも行っていた。
政治に関しては、利益集団がどのように搾取を行うかという観点から分析を行った。これは後にジーン・グロスマンやエルハナン・ヘルプマンの分析に引き継がれている。なお政治学からはこの立場は合理的選択理論と呼ばれている。また犯罪に関する分析はスティーヴン・レヴィットなどに引き継がれている。移民税を提唱している。

### 論文
彼を有名にした初期の論文は4つある。
1. 「差別の経済学」（1957年、博士論文） - これは、雇用者による差別（感）を係数化し、白人労働者と黒人労働者の賃金格差という客観的事実を説明しようとした。
2. 「人的資本」（1964年） - 学校教育と労働の熟練を通して人的資本形成を考えた。
3. 「時間配分の理論」（1965年） - 経済学がこれまで無視してきた一家族、一社会団体の成員間の分業を探求した。
4. 「罪と罰：経済学的接近」（1968年） - 罪の期待便益、罪の期待コスト、リスク選好が与えられていれば、合理的理由から行う一つの仕事に過ぎないとした。

## 人物
- 『家族行動の経済学的アプローチ』（1976年）、『家族の経済学』（1981年）などの著作がある。
- 社会学者のジェームズ・コールマンと親交があり、1980年代前半より共同でシカゴ大学内に学際的な合理的選択セミナーを開設した。
- 1985年から2004年までビジネスウィークに毎月コラムを執筆。
- 2004年より判事で、法と経済学の専門家のリチャード・ポズナーと共にThe Becker-Posner Blogを開設した。
- ベッカーは自身の研究が科学的・客観的である点を強調し、ノーベル経済学賞を政治的に利用しようとする受賞者を批判している[2]。また、ベッカーは他分野のノーベル賞受賞者についても「物理・化学といった分野でノーベル賞を受賞した連中ともずいぶん付き合ったが、みんな経済問題についてはうるさいだけで、ろくなものじゃなかった」と述べている[3]。

## 著書

### 単著
- The Economics of Discrimination, (University of Chicago Press, 1957, 2nd ed., 1971).
- Human Capital: A Theoretical and Empirical Analysis, with Special Reference to Education, (National Bureau of Economic Research, 1964, 2nd ed., 1975, 3rd ed., 1993).
  - 佐野陽子訳『人的資本--教育を中心とした理論的・経験的分析』（東洋経済新報社, 1976年）
- Economic Theory, (Alfred A. Knopf, 1971, new ed., 2007).
  - 宮沢健一・清水啓典訳『経済理論--人間行動へのシカゴ・アプローチ』（東洋経済新報社, 1976年）
- The Economic Approach to Human Behavior, (University of Chicago Press, 1976).
- A Treatise on the Family, (Harvard University Press, 1981, Enl. ed., 1991).
- An Economic Analysis of the Family, (Economic and Social Research Institute, 1986).
- Economic Growth, Inequality and Population Growth: the Family and the State, (Institute of Economics, Academia Sinica, 1987).
- Accounting for Tastes, (Harvard University Press, 1996).

### 共著
- The Allocation of Time and Goods over the Life Cycle, with Gilbert R. Ghez, (National Bureau of Economic Research, 1975).
- The Economics of Life: From Baseball to Affirmative Action to Immigration, How Real-world Issues Affect Our Everyday Life, with Guity Nashat Becker, (McGraw-Hill, 1997).
  - 鞍谷雅敏・岡田滋行訳『ベッカー教授の経済学ではこう考える--教育・結婚から税金・通貨問題まで』（東洋経済新報社, 1998年）
- Social Economics: Market Behavior in a Social Environment, with Kevin M. Murphy, (Harvard University Press, 2000).
- 鞍谷雅敏・遠藤幸彦訳『ベッカー教授、ポズナー判事のブログで学ぶ経済学』（東洋経済新報社, 2006年）
- 鞍谷雅敏・遠藤幸彦・稲田誠士訳『ベッカー教授、ポズナー判事の常識破りの経済学』（東洋経済新報社, 2011年）

### 共編著
- Essays in the Economics of Crime and Punishment, co-edited with William M. Landes, (Columbia University Press, 1974).